# Harlekin
Harlekin (talijanski: arlecchino) komički je lik u talijanskoj commediji dell'arte. Od sredine 16. stoljeća javlja se kao lik sluge koji je oštrouman i domišljat. Po tradiciji dolazi iz Bergama i govori tamošnjim jezikom. Nosi šareni kockasti kostim, kožnu masku i mekanu kapu.
Harlekin je duhovit, ironičan, ciničan i sklon tjelesnom hedonizmu. Srodan mu je napuljski pulcinella.